# Justicia jamisonii
Justicia jamisonii är en akantusväxtart som beskrevs av Jongkind och Vollesen. Justicia jamisonii ingår i släktet Justicia och familjen akantusväxter. Inga underarter finns listade i Catalogue of Life.